# Siphanthera
Siphanthera là chi thực vật có hoa trong họ Mua.

## Hình ảnh

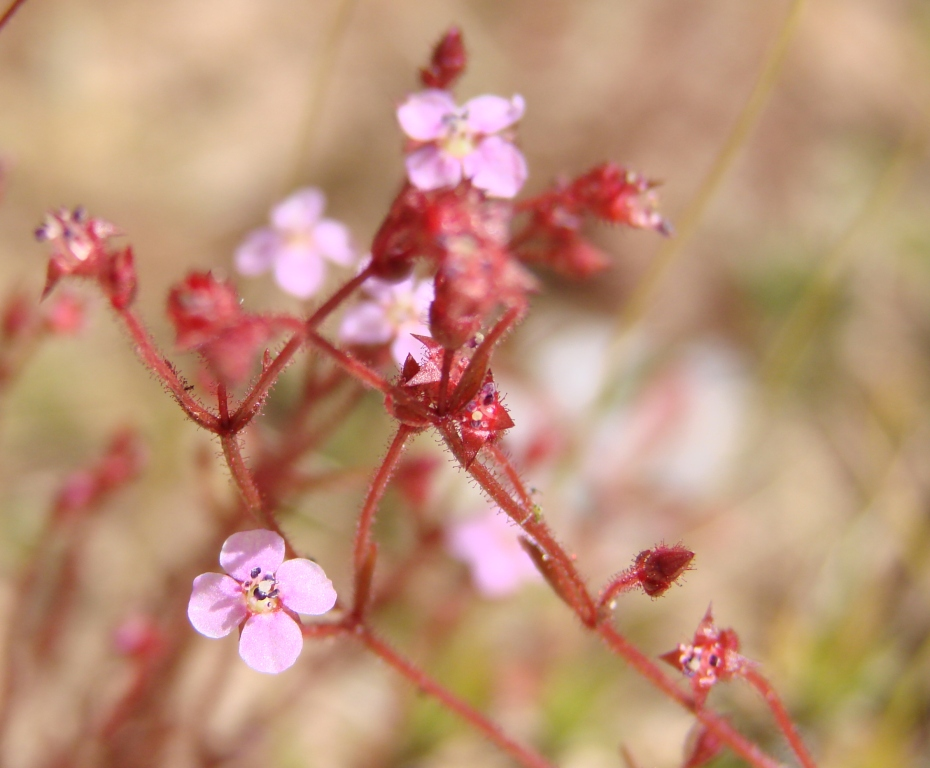
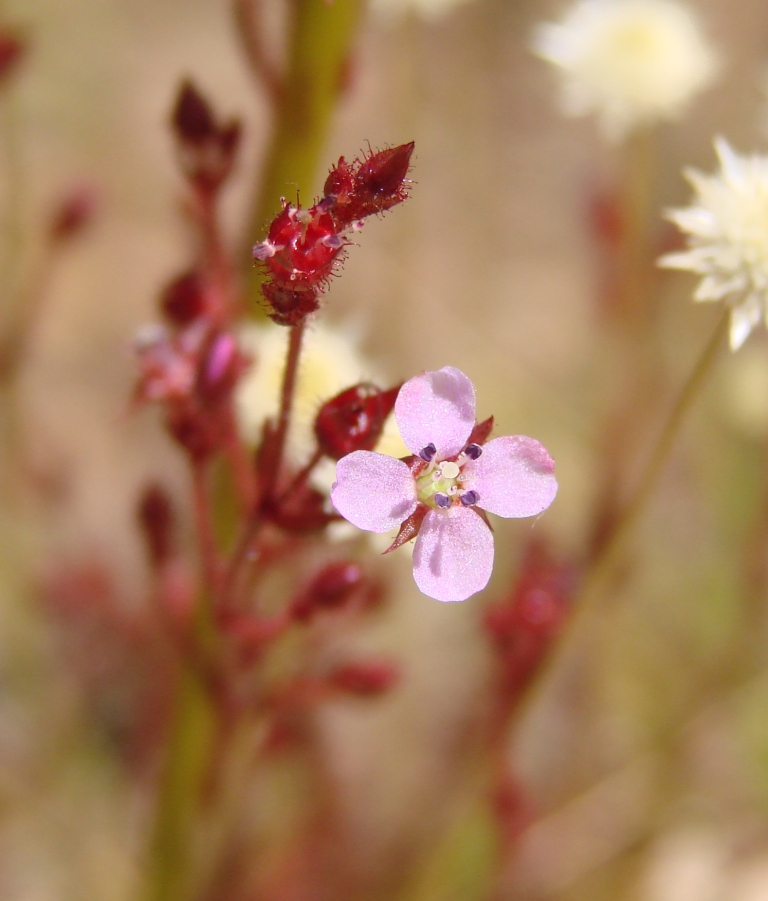
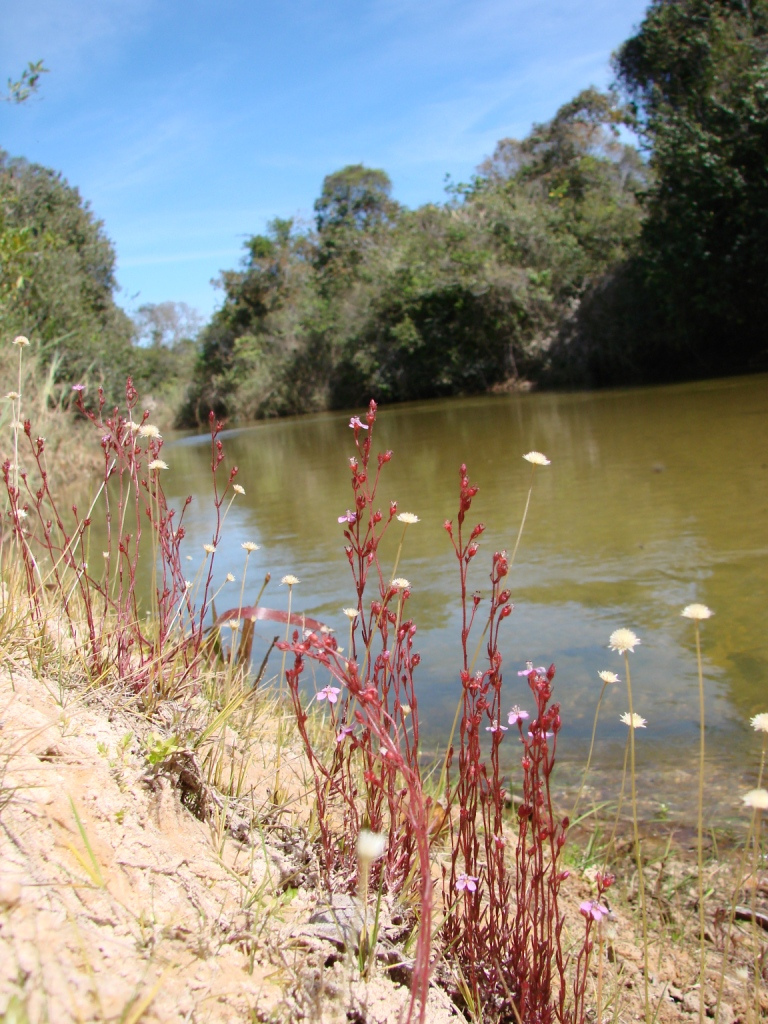
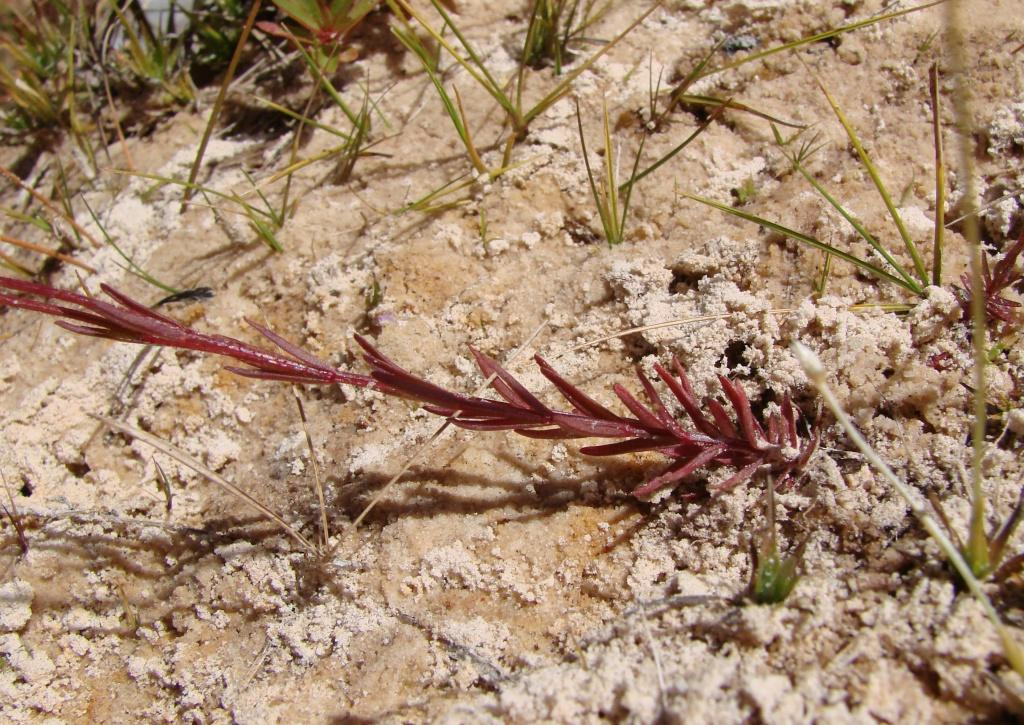